# Talent
Talent är den högsta viktenhet som användes av grekerna under antiken för att väga mynt och diverse. En grekisk eller attisk talent silver vägde 26,196 kilogram.
Viktenheten användes även av babylonierna och andra folk i Mellanöstern. En babylonisk talent var 60 mina, eller 30,3 kilo (1 mina var ungefär ett halvt kilo), och en mina var 60 sikel.
Talent var även en tidig utgångspunkt för grekiska myntsystem. En antik drachma motsvarade 1/6000 talent.